# Adyga

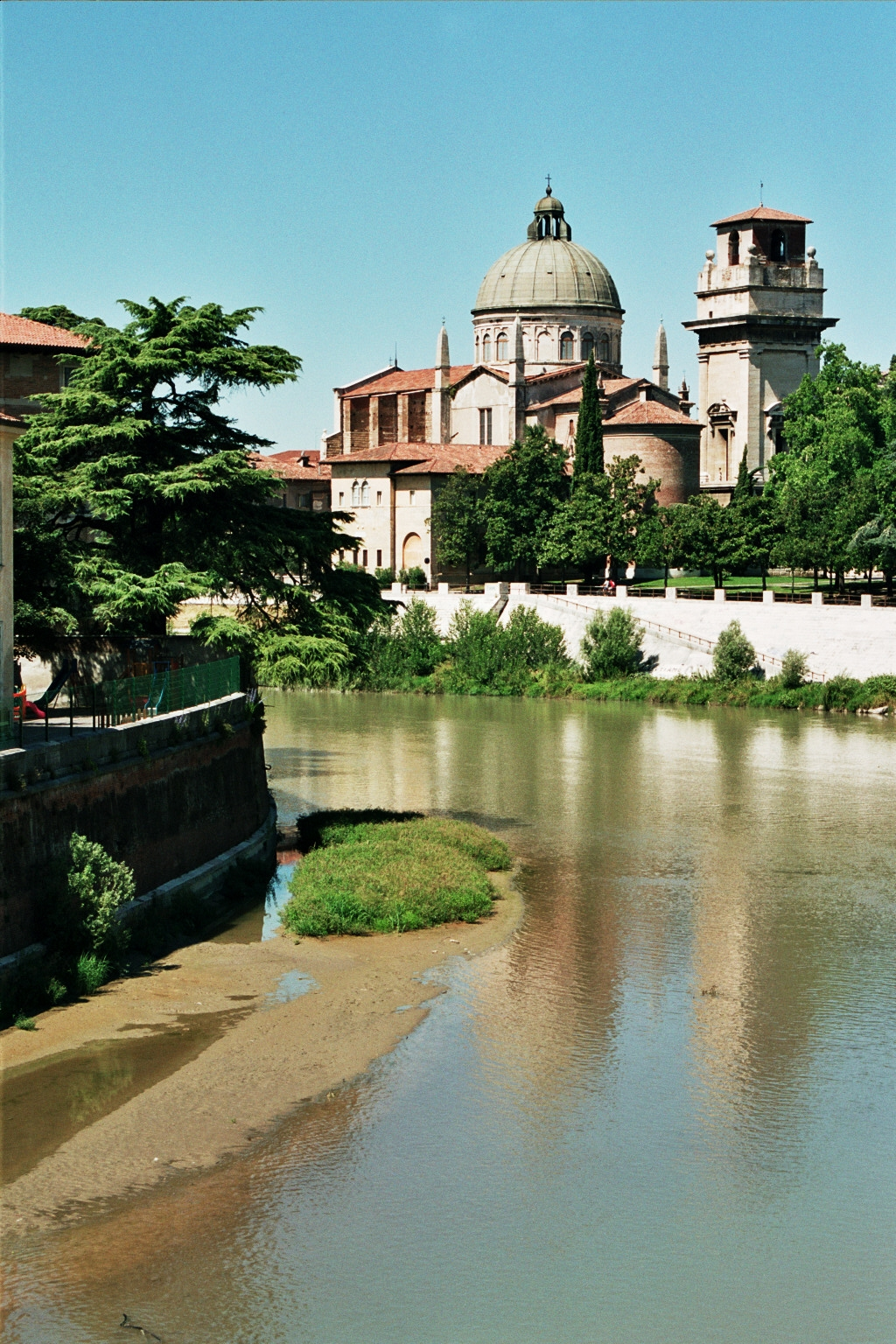
Adyga w Weronie

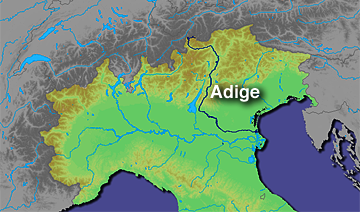

Adyga (wł. Adige; łac. Athesis; niem. Etsch) – rzeka w północnych Włoszech o długości 409 km i powierzchni dorzecza 12,1 tys. km².
Wypływa ze źródeł koło przełęczy Reschenpass w Alpach Ötztalskich, w pobliżu granicy z Austrią, płynie przez Alpy i Nizinę Padańską, a na południe od miasta Chioggia uchodzi do Zatoki Weneckiej (Morze Adriatyckie). Tworzy naddatek delty Padu styczny od jej strony północnej. Adyga żeglowna jest na długości 300 km, znajdują się na niej elektrownie wodne.
Główne dopływy:
- lewe: Passirio, Isarco, Avisio;
- prawe: Noce.

Ważniejsze miejscowości nad Adygą: Silandro, Naturno, Merano, Bolzano, Ora, Salorno, Trydent, Rovereto, Werona, San Giovanni, Zévio, Legnago, Badia, Boara, Cavárzere.